# Masacre de Octubre
La Masacre de Octubre o Masacre de Octubre Negro es el nombre que se le dio a la represión llevada a cabo en Bolivia durante octubre de 2003 en el marco de convulsiones sociales generadas tras el anuncio de una serie de medidas propuestas por el Gobierno del Presidente Gonzalo Sánchez de Lozada, quien autorizó la intervención militar contra acciones protagonizadas por civiles durante la serie de eventos denominada Guerra del gas, que cobraron la vida de al menos 67 personas y culminaron con la renuncia de Sánchez de Lozada.
El principal tema de conflicto fue la decisión de exportar gas a través de puertos chilenos en un momento en que la cobertura de la red de gas en Bolivia era mínima y no existía una política clara para la gestión de los recursos. La ciudad de El Alto fue el lugar en que la intervención militar, respaldada por el Decreto Supremo n.º 27209 del 11 de octubre de 2003, produjo más víctimas. Los días previos, al igual que La Paz, la ciudad ya había sido fuertemente militarizada.

## Antecedentes

### Elecciones de 2002
Gonzalo Sánchez de Lozada, cuya candidatura por el MNR fue la más votada en las elecciones presidenciales celebradas el 30 de junio de ese mismo año, asumió la presidencia tras recibir solo el 22.5% de los votos, mientras que el 20.94% fue para Evo Morales, líder indígena del Movimiento al Socialismo ─MAS─ el 20.91% para Manfred Reyes Villa, candidato de Nueva Fuerza Republicana ─NFR─ y el 16.3% de Jaime Paz Zamora, del Movimiento de Izquierda Revolucionaria ─MIR─.
Sánchez de Lozada fue elegido presidente tras la designación del nuevo Congreso Nacional, cuyos miembros fueron elegidos ese mismo día, para la que compitió con Morales y que logró gracias al voto de sus parlamentarios y de los procedentes de otros partidos, principalmente el MIR. Sánchez de Lozada y Paz Zamora sellaron antes el denominado Plan Bolivia de Responsabilidad Nacional, pacto de gobernabilidad entre ambas formaciones basado en una futura política que tuviera por eje principal la creación de empleo y riqueza.

### Febrero Negro
El 9 de febrero del año 2003 el presidente subió impuestos mediante comunicado por televisión, pero a la gente no le gustó la medida ya que se presumía que el gobierno iba a usar ese dinero para fines particulares antes que nacionales, por eso, el 10 de febrero inician marchas violentas contra la ley de subida de impuestos de tal manera que al día siguiente el 12 de febrero dejó un gran centenar de heridos y decenas de muertos ya que en la mañana de ese día el colegio de La Paz Ayacucho de forma de protestas fueron a los edificios del gobierno en la plaza Murillo de tal manera que empezaron a lanzar piedras a las ventas de los edificios haciendo que fueran francotiradores a uno de los edificios para asustar a los estudiantes que luego se produciría un gran cruce de balas entre militares y francotiradores que estaban apoyando al gobierno y los policías que estaban en contra del gobierno causando un motín policial, y luego en horas de la tarde la gente se metió a destruir edificios de los partidos de los candidatos causando que como remedio del gobierno anularan la ley al día siguiente con más de 30 muerto y 400 heridos lo que fue conocido como el Febrero Negro.

### Crisis
El nuevo presidente anunció en febrero del 2003 una serie de medidas económicas con poco apoyo popular, entre ellas un nuevo impuesto sobre los salarios que generó protestas en todo el país. Sánchez de Lozada retiró su proyecto, pero la grave crisis suscitada, salpicada de violentos incidentes, motivó la dimisión de todos los miembros de su gobierno. En el siguiente mes de agosto, para intentar poner fin a la crisis que vivía el país, Sánchez de Lozada llegó a un acuerdo con la NFR ─partido de oposición─ que entró en el ejecutivo. El plan gubernamental de costear proyectos sanitarios y educativos con los beneficios de la exportación de gas natural generó nuevos descontentos, principalmente por la posibilidad de que el transporte de dicho producto se efectuara a través de un puerto chileno. Bolivia y Chile se habían enfrentado en 1879 en la Guerra del Pacífico que Bolivia y Perú perdieron, lo que hizo que la exportación del gas boliviano por Chile no sea vista con buenos ojos por la opinión pública boliviana. Gonzalo Sánchez de Lozada huyó del país en un avión, dejando un vídeo en el que confirmaba su renuncia a su cargo de Presidente.

## Masacre de Octubre
A inicios de septiembre, el presidente dio un comunicado por televisión anunciando la venta del gas natural a Estados Unidos de tal manera que el gobierno lo estaba vendiendo muy barato y la gente se dio cuenta de que también había corrupción en la venta de gas causando que el 15 de septiembre en pueblos de Patacamaya y Warisata haya enfrentamientos causando la muerte de Mineros; el día 24 de septiembre se pronosticó que ya había 9 muertos y 14 heridos uno de ellos era una niña que realizaba tareas domésticas en su casa, el día 9 de octubre la población empezó a movilizarse en la ciudad de El Alto dejando un saldo de otros 9 muertos y 16 heridos en la zona de ventilla, el 11 de octubre hubo 10 muertos y 12 heridos y uno de los muertos fue un niño que en cruce de balas el niño fue vulnerable causando que una bala ingrese por la boca y saliendo por la nuca causando su muerte, más tarde el presidente dio un comunicado que ese mismo día en la noche llegaría gasolina pero los ciudadanos al enterarse de esto fueron a bloquear la entrada donde llegaría la Sisterna de Gasolina pero nunca llegó el camión Sisterna , el Domingo 12 de octubre de 2003 los policías se volvieron contra la gente ya que los ciudadanos estaban en contra del gobierno, ese mismo día cancelaron los vuelos desde y hacia La Paz en horas de la mañana, en la televisión local había escenas de guerra de los policías atentando contra la seguridad con gases lacrimógenos y armas de fuego, ese mismo día empezaron las movilizaciones en la ciudad de La Paz, en las oficinas de la Lotería Nacional había francotiradores vestidos de civiles que estaban atentando contra la vida de los , la gente en el prado de la ciudad 7000 personas marcharon hacia la zona central de La Paz más tarde ese día estaba soleado pero luego empezó a llover haciendo que traigan la gasolina haciendo que la gente se enoje más ya que el gobierno mintió sobre qué llegaría el día anterior, las Cisternas estaban escoltada por tanques militares y caravanas llena de militares que luego en la autopista empezaron a disparar a la ciudad más tarde hubo marchas violentas en la ciudad Cochabamba, luego ese día hubo 19 muertos  y varios heridos Días después el 16 de Octubre el presidente negó que renunciara haciendo que más de 10000 personas en la plaza San Francisco, Por último el 17 de octubre El presidente deja su cargo y escapa con su esposa y y su ministro de obras públicas al Aeropuerto Internacional de El Alto para último escapar a Santa Cruz ya que en La Paz no había ningún vuelo ya que estaba cerrado luego a las 10:00 de la noche Carlos Meza Gisbert asume el cargo de presidente ya que mediante leyes si el presidente renuncia el vicepresidente toma el cargo.

### Cronología
Septiembre
- 15 - Campesinos de la zona del lago Titicaca bloquean carreteras en contra de la exportación de gas natural por Chile y para que se ponga en marcha un plan de desarrollo rural.
- 20 - Un enfrentamiento entre fuerzas del orden y campesinos concluye con la muerte de un soldado y cuatro civiles en Warisata.
- 25 - La COB convoca a una huelga para exigir la dimisión del presidente Gonzalo Sánchez de Lozada y contra la exportación del gas.
- 26 - El MAS se une a la protesta y el 28 llegan a La Paz 198 viajeros que llevaban dos semanas retenidos en el altiplano, después de la intervención de las fuerzas del orden en el bloqueo de caminos.
- 29 - Comienza una huelga general indefinida.
- 30 - Miles de personas participan en La Paz en una manifestación contra de la exportación de gas por Chile.

Octubre
- 3 - Cocaleros se suman a las protestas pero no paralizan la carretera debido a la fuerte presencia militar.
- 8 - Comienza en El Alto un paro cívico indefinido.
- 9 - En El Alto, tres personas mueren y dieciséis resultan heridas en enfrentamientos entre el Ejército contra la Policía Boliviana y los ciudadanos alteños.
- 11 - El gobierno ordena la militarización de la urbe alteña amparados en el Decreto Supremo 27209.
- 12 - Nuevos enfrentamientos entre el Ejército contra la Policía Boliviana y los ciudadanos dejan cerca de diecinueve muertos.
- 13 - El Ejecutivo de Sánchez de Lozada decreta que no se venderá gas natural al exterior hasta que no se realice una consulta con la población, pero debido a las muertes y a la represión indiscriminada la huelga sigue, esta vez pidiendo la renuncia del Presidente; los enfrentamientos dejan un saldo de catorce muertos. El vicepresidente Carlos Mesa retira su apoyo al Presidente y el ministro de Desarrollo Económico Jorge Torres renuncia.
- 14 - La OEA da su apoyo a Gonzalo Sánchez de Lozada.
- 15 - Otros dos mineros mueren en Patacamaya en enfrentamientos con fuerzas del orden. Un grupo de intelectuales se declara en huelga solicitando la renuncia del Presidente.
- 16 - El presidente ofrece referéndum para el gas y el llamado a una asamblea constituyente; pero dice que no renunciará. Las protestas continúan.
- 17 - Renuncia Sánchez de Lozada y jura Carlos Mesa para luego dar un discurso de unidad nacional.

## Desenlace
Ante esta situación, que produjo escisiones en el ejecutivo, Sánchez de Lozada dimitió el 17 de octubre. Fue sustituido por su vicepresidente Carlos Mesa, quien formó un gabinete integrado por políticos no adscritos a partido alguno, con la intención de poner fin al conflicto y alcanzar la reconciliación nacional. Poco después de su investidura, Mesa se comprometió a convocar un referéndum en el que los bolivianos deberían pronunciarse sobre la cuestión de la exportación de gas natural. 

## Acción judicial
El 18 de mayo de 2009 la Corte Suprema de Justicia de Bolivia dio inicio al juicio contra Sánchez de Lozada, quien fue acusado de genocidio. El juicio se llevó a cabo en Sucre, la capital del país y sede del Poder Judicial. Además del expresidente, fueron acusadas diecisiete personas, entre ellas once ministros y cinco exjefes militares.
La Fiscalía presentó  328 testimonios y alrededor de 4900 pruebas durante las audiencias realizadas, en la que junto a la Fiscalía, la Asociación de Derechos Humanos y la Asociación de víctimas se constituyeron en parte acusadora.
En 2011 tras un juicio en el que no se presentaron todos los acusados, la Corte de Justicia halló culpables a los exministros Erick Reyes Villa y Adalberto Kuajara, quienes habían permanecido en el país y se habían sometido al juicio. A diferencia de otros ministros y autoridades acusados, la pena fue establecida en tres años de reclusión.
También se determinó condena para cinco exjefes militares: Roberto Claros, Juan Véliz, Osvaldo Quiroga, Luis Aranda y Gonzalo Rocabado, con penas de entre diez y quince años de reclusión. Se determinó igualmente el pago de resarcimiento a las víctimas. En 2014, dos de los militares acusados presentaron un alegato sobre el proceso y su desenlace a la ONU que fue desestimado. Como parte del proceso se solicitó a Estados Unidos la extradición de Sánchez de Lozada, que fue rechazada en 2011. Una segunda petición fue aceptada en 2016.

### Víctimas
Los familiares de las víctimas de la masacre están organizadas como «Víctimas de octubre negro» y realizan actividades reivindicativas, conmemorativas y de seguimiento de los procesos judiciales contra los acusados. Tras el fallo se determinó el pago de resarcimientos a las víctimas.